# フアン (バルセロナ伯)
フアン・カルロス・テレサ・シルベリオ・アルフォンソ・デ・ボルボン・イ・バッテンベルグ（Juan Carlos Teresa Silverio Alfonso de Borbón y Battenberg, 1913年6月20日 - 1993年4月1日）は、スペイン王アルフォンソ13世と王妃ビクトリア・エウヘニアの第6子四男のバルセロナ伯。国王フアン・カルロス1世の父。
フアン・カルロス1世の即位後、バルセロナ伯に叙せられ、死後「スペイン王フアン3世」の尊号が贈られた。

## 生涯
フアンには死産の1人を含む3人の兄が居り、長兄アストゥリアス公アルフォンソは貴賤結婚のため、次兄セゴビア公ハイメは聴覚の障害のため、それぞれ王位継承権を放棄していた。父アルフォンソ13世は1931年に亡命していたが、死の直前の1941年に名目上の王位をフアンに譲った。
フアンは1935年に、旧両シチリア王家（スペイン・ブルボン家の同族であるボルボーネ＝シチリア家）の出身であるマリア・デ・ラス・メルセデス（最後の国王フランチェスコ2世の甥カルロ・タンクレーディの娘）とローマで結婚した。2人の間には4子が生まれた。
- ピラール（1936年 - 2020年） バダホス女公爵
- フアン・カルロス1世（1938年 - ） スペイン王
- マルガリータ（1939年 - ） ソリア及びエルナニ女公爵
- アルフォンソ（1941年 - 1956年）

スペイン内戦ののちに実権を握ったフランシスコ・フランコは、フアンがリベラルすぎることを恐れて、その帰国を望まなかった。しかし、その長男フアン・カルロスは受け入れ、政権の後継者として帝王学を学ばせた。
フランコが1975年に死去すると、遺言により「スペイン公」フアン・カルロスは国王フアン・カルロス1世として王位に就き、スペインに王制が復活した。フアンは1977年に形式上の王位請求権を放棄し、その代償としてフアン・カルロス王は父にバルセロナ伯の称号（スペイン国王が歴史的に有してきた称号の一つ）を公式に認めた。1988年にはスペイン海軍大将に叙されている。
1993年にパンプローナで死去し「スペイン王フアン3世」の称号と礼遇によりエル・エスコリアル修道院に埋葬された。